# Bicellaria halterata
Bicellaria halterata is een vliegensoort uit de familie van de Hybotidae. De wetenschappelijke naam van de soort is voor het eerst geldig gepubliceerd in 1961 door Collin.